# Coonskin
Coonskin (que puede trasucirse como: "Piel de mapache") es una película estadounidense de 1975 que integra acción en vivo y animación, escrita y dirigida por Ralph Bakshi; es acerca de un conejo, un zorro y un oso afroamericanos que llegan a la cima de una organización criminal en Harlem y se enfrentan a policías corruptos, estafadores y la mafia. La película, que combina acción en vivo con animación, está protagonizada por Philip Michael Thomas, Charles Gordone, Barry White y Scatman Crothers, todos los cuales aparecen tanto en las secuencias de acción en vivo como en las animadas. Coonskin  hace referencia a varios elementos de la cultura afroamericana, desde los cuentos tradicionales africanos hasta el trabajo del dibujante George Herriman, y, entre otros, satiriza estereotipos racistas, así como el género blaxploitation y las películas Canción del sur y El padrino. 
Originalmente producida bajo los títulos Harlem Nights y Coonskin No More..., Coonskin fue objeto de controversia antes de su estreno en cines cuando el Congreso para la Igualdad Racial (Congress of Racial Equality) criticó su contenido por ser racista. Al estrenarse, la compañía Bryanston le dio una distribución limitada, y al principio recibió críticas negativas. Más tarde se reestrenó con los títulos Bustin' Out y Street Fight. Con el tiempo Coonskin ha sido revaluada. Una crítica en el New York Times dijo que “[Coonskin] podría ser la obra maestra [de Ralph Bakshi]”. Bakshi ha declarado que la considera su mejor película.

## Trama
En el sur, Sampson y Preacherman (el predicador del lugar) planean la fuga de su amigo Randy de la prisión. Mientras van allí toda prisa, una barricada los detiene y hay un tiroteo con la policía. Mientras tanto, Randy y su compañero de celda llamado Pappy escapan de la prisión y esperan a Sampson y Preacherman, que van a ayudarlos a salir. Durante la espera, Randy tiene que escuchar a Pappy contar una historia sobre tres personajes que se parecen a Randy y sus amigos. La historia de Pappy se desarrolla en secuencias de animación contra un fondo de acción en vivo (que incluye fotografías y secuencias filmadas).
Hermano Conejo, Hermano Oso y Predicador Zorro se ven obligados a hacer las maletas y salir del sur después de que el banco se apodera de su casa y la vende a un hombre que la convierte en un burdel. El trío se traslada a Harlem, “el hogar de todo hombre negro”. Cuando llegan, Conejo, Oso y Zorro descubren que no es lo que esperaban. Se encuentran con un estafador llamado Simple Salvador, un falso líder revolucionario que dice ser el primo de “Jesús Negro", y que él les da a sus seguidores “la fortaleza para matar a los blancos”. En un espectáculo vistoso en su “iglesia”, Salvador dramatiza el tratamiento brutal que recibe a manos de los símbolos de opresión de los negros, representados por imágenes de John Wayne, Elvis Presley y Richard Nixon, antes de pedir “donaciones" a sus feligreses. Cuando Conejo trata de advertir a la multitud, Salvador ordena que lo maten. Una vez que Conejo engaña a sus asesinos (en una paráfrasis del cuento sobre Hermano Conejo y el zarzal), él y Oso matan a Salvador. Esto le permite a Conejo apoderarse de la organización delictiva de Salvador, así poniéndolo en camino de convertirse en jefe de todo el crimen organizado en Harlem. Pero primero tiene que deshacerse de otros oponentes. Los antiguos socios de Salvador le informan a Conejo que si él no puede matar a sus oponentes, ellos van a matarlo a él.
Conejo primero se enfrenta a Mannigan, un policía blanco virulentamente racista y homófobo, recaudador de la mafia, que demuestra su desprecio por los afroamericanos en varias maneras, incluyendo su negativa a bañarse antes de reunirse con ellos (él cree que no vale la pena). Mannigan se entera de que Conejo se ha estado apoderando de sus sobornos; a él y sus secuaces, Ruby y Bobby, los llevan a un club nocturno llamado El Rabo Blanco. Una bailarina de estriptis negra lo distrae mientras alguien pone un terrón de LSD en su bebida, y se las ingenian para que Mannigan, bajo la influencia de la bebida, tenga relaciones sexuales con un hombre gay muy afeminado. Después le ponen la ropa típica de una mammy, le tiznan la cara y lo sacan a empujones por la puerta trasera del club, donde Mannigan descubre que Ruby y Bobby están muertos. Mientras se recupera de los efectos de la droga, dispara su arma al azar, y es asesinado a tiros por la policía después de dispararle a uno de los agentes.
El objetivo final de Conejo es el Padrino, que vive en el metro con su esposa y sus hijos gais. El que recibe la orden de matar a Conejo es su único hijo heterosexual, Sonny. Cuando este llega al club nocturno de Conejo con la cara tiznada y vestido con la ropa típica de los personajes en los shows de minstrel, Conejo le dispara varias veces y luego Sonny muere en una explosión causada por un choque automovilístico. Su cuerpo es cremado y llevado a su hogar, donde la madre llora sobre sus cenizas. Oso está en un dilema: permanecer junto a Conejo o comenzar una nueva vida libre de crimen. Oso decide buscar a Zorro para pedirle consejo. Al llegar al burdel recién adquirido por Zorro, Oso se “casa” con una chica que él, Zorro y Conejo habían conocido durante la pelea con los hombres de Salvador. Asesorado por Zorro, Oso se convierte en un boxeador para la mafia. Durante una de las peleas de Oso, Conejo instala una imitación de sí mismo hecha de alquitrán. Cuando los mafiosos se turnan para apuñalarlo, se quedan pegados. Conejo, Oso, Zorro y el otro boxeador salen corriendo del ring de boxeo y este explota. La parte de acción en vivo de la historia termina con Randy y Pappy; estos escapan de la prisión mientras varios policías blancos les disparan, pero se las arreglan para salir con vida.
La trama principal de la película está intercalada con viñetas animadas que muestran a Miss América, una chica blanca, rubia, con busto prominente, que funciona como la personificación de los Estados Unidos. En cada una de estas cortas escenas, ella seduce a un hombre afroamericano y luego lo mata.

## Reparto
- Philip Michael Thomas - Randy
- Barry White - Sampson
- Charles Gordone - Preacherman
- Scatman Crothers - Pappy

### Voces
- Philip Michael Thomas - Hermano Conejo
- Barry White - Hermano Oso
- Charles Gordone - Predicador Zorro
- Scatman Crothers - Old Man Bone, voces adicionales
- Danny Rees - Payaso
- Buddy Douglas - Árbitro
- Jim Moore - Mimo
- Al Lewis – El Padrino
- Richard Paul - Sonny
- Frank de Kova - Madigan
- Ralph Bakshi - Policía con megáfono

## Historia de la producción
Poco después de que Ralph naciera en Haifa, Palestina, los Bakshis se mudaron a un barrio habitado en su mayoría por afroamericanos y judíos en la sección de Brooklyn llamada Brownsville, en la ciudad de Nueva York. Más tarde, aproximadamente en abril de 1947, el padre y el tío de Ralph viajaron a Washington D. C. en busca de nuevas oportunidades de negocios, y la familia se mudó a un edificio en Foggy Bottom, un barrio completamente negro. Ralph recuerda que "Todos mis amigos eran negros, toda la gente con la que hacíamos negocios era negra, la escuela de enfrente era negra. Todo estaba segregado, así que todo era negro. Yo iba a ver películas negras; las chicas negras se sentaban en mi regazo. Iba a fiestas de negros. Yo era un chico negro más en la cuadra. ¡No había problema!” 
Como Bakshi sentía que no era justo que él tuviera que caminar varios kilómetros cada día para asistir a la escuela primaria Greenleaf mientras que sus amigos asistían a escuelas segregadas, le preguntó a su madre si podía ir a la escuela con ellos, y ella estuvo de acuerdo. Bakshi era el único estudiante blanco en el aula. La mayoría de los estudiantes no tenían ningún problema con la presencia de Bakshi en la escuela, pero el maestro le pidió consejo al director, quien llamó a la policía. Sospechando que los blancos segregados se amotinarían si descubrían que un estudiante blanco asistía a una escuela negra, los policías sacaron a Bakshi del salón de clases. Mientras tanto, el padre de Ralph había estado experimentando ataques de ansiedad y estrés. En unos pocos meses la madre de Ralph vendió su tienda y la familia volvió a Brownsville, donde rara vez hablaban de estos eventos.
Estas experiencias tuvieron un fuerte impacto en Bakshi, y lo llevaron a crear Coonskin, una película satírica libremente basada en los cuentos de Tío Remus. Mientras Heavy Traffic estaba en producción, Bakshi conoció y se hizo amigo instantáneamente del productor Albert S. Ruddy durante una proyección de El Padrino, y le propuso producir Harlem Nights. Cuando Steve Krantz, el productor tanto de Heavy Traffic como de la ópera prima de Bakshi, El gato Fritz, se enteró de que Bakshi trabajaría con Ruddy, Krantz le impidió volver al estudio. Después de dos semanas, Krantz le pidió que regresara para terminar el film. En 1973, la producción de Harlem Nights comenzó, originalmente con Paramount Pictures (donde Bakshi había trabajado como jefe del estudio de animación) como distribuidora de la película. Bakshi contrató a varios animadores negros para trabajar en Harlem Nights, incluyendo artistas de grafiti, en una época en que los principales estudios de animación en general no contrataban animadores negros. La producción concluyó ese mismo año.
Paramount Pictures contrató a un representante afroamericano para supervisar la producción. Durante esta, la película tuvo varios títulos, incluyendo Harlem Days y Coonskin No More... El título Coonskin fue elegido por Ruddy. Bakshi estaba nervioso por el título. En una reunión de producción, el representante propuso cambiarlo; Bakshi estaba a favor porque quería que la película volviera a su título original; Ruddy insistió en su título preferido y le ordenó al representante que saliera de su oficina.

### Tema y estilo
Coonskin utiliza una variedad de caricaturas racistas que provienen del minstrel y de la iconografía darky, incluyendo los estereotipos que aparecen en películas y dibujos animados de Hollywood, presentados con la intención de satirizar el racismo del material, no de reforzarlo. Bakshi trataba de atacar los estereotipos reflejándolos directamente, y por esta razón rechazó los primeros diseños en que Hermano Conejo, Hermano Oso y Predicador Zorro se asemejaban a los personajes de El viento en los sauces. En el libro That's Blaxploitation! Roots of the Baadasssss 'Tude (Rated X by an All-Whyte Jury) [¡Eso es Blaxploitation! Raíces de la actitud fiera (clasificada X por un jurado completamente blanco)], Darius James escribe que “Bakshi vomita la bilis iconográfica de una cultura racista en la estúpida, hinchada cara de esta; luego se limpia la barbilla y sonríe al estilo de Harry el sucio. [...] Él subvierte el contexto de toda la iconografía racista de los afroamericanos que Hollywood ha producido a través de una serie de veloces cortes de edición que amalgaman material original y de archivo”. La película incluye asimismo retratos igualmente exagerados de sureños blancos, italianos y homosexuales, también presentados en un contexto satírico. La representación de personajes judíos se deriva de los estereotipos que aparecían en la propaganda nazi, incluyendo la película El judío eterno. Según Bakshi, aunque el productor Albert S. Ruddy estaba "de acuerdo” con la sátira, parecía que nadie sabía realmente lo que Bakshi se traía entre manos mientras trabajaba en el film. "Todo el mundo pensaba que la película iba a ser antinegra. Yo quería que fuera antidiota.” 
En su reseña para The Hollywood Reporter, Arthur Knight escribió Coonskin no es antinegra. Tampoco es antisemita, antitaliana o antiestadounidense; todos son víctimas de la perversa pluma de caricaturista de Bakshi tan intensamente como cualquiera de los negros en su film. Bakshi está en contra –algo que esta película deja muy en claro- de los tramposos, los estafadores, los hipócritas, los falsos, los timadores y los delincuentes organizados de este mundo, sin importar su raza, color o credo”. La representación de la mafia en el film es la más crítica. De acuerdo a Bakshi, "Me indignaba todo el culto al héroe que recibían los tipos de El Padrino; Pacino y Caan hacían que te gustaran [...] Una cosa que me sorprendió sobre la película El Padrino: hay una madre que da a luz a sus hijos, y su marido esencialmente hace que todos ellos sean asesinados. En Coonskin, ella se venga, pero también recibe un disparo. Ella se convierte en una mariposa y la aplastan. [...] Estos tipos [de la mafia] no te dan respiro”.

### Actores
Las secuencias de acción en vivo cuentan con los cantantes Barry White y Scatman Crothers, el actor y dramaturgo Charles Gordone, y los actores Philip Michael Thomas, Danny Rees y Buddy Douglas. Thomas, Gordone y White también hacen las voces de los principales personajes animados de la película. En los créditos finales, los actores solo aparecen por sus papeles de acción en vivo, y los actores de voz que no están en las secuencias de acción en vivo no están incluidos. Entre las voces que aparecen en la película estuvo la de Al Lewis, más conocido como el abuelo en The Munsters. Según Bakshi, todo el elenco “[estaba] un poco nervioso, excepto Charles Gordone, que interpreta al Predicador / Hermano Zorro. [...] Estaba eufórico con la oportunidad de hacer esto. Siempre que tenía dudas, él me tranquilizaba, '¡Excelente, hijo de mil!’ [...] Barry y Charles apoyaban la película 1 000 por ciento”. Bakshi también trabajó con Gordone en el film Heavy Traffic, y con Thomas en la película Hey Good Lookin'.

### Dirección

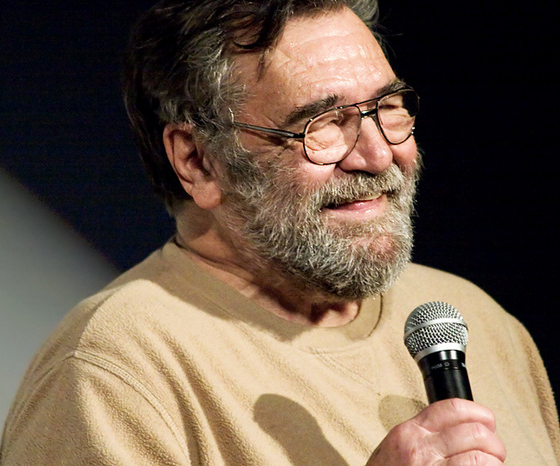
Ralph Bakshi en enero de 2009

La experiencia de vivir tanto en Brownsville como en Foggy Bottom fue una gran influencia en su obra. Al diseñar el estilo visual de El gato Fritz, Heavy Traffic y Coonskin, Bakshi acentuó la calidad intencionalmente cruda de la animación. Se afirma que dijo lo siguiente: “Lo que yo estaba tratando de hacer era conectarme con la persona en la calle. Yo deseaba una especie de estilo grafiti: los colores, la estructura, los fondos un poco rudimentarios. Incluso a veces utilicé película granulada. Lo importante para mí era llegar a un cierto tipo de persona, a la gente con la que yo crecí. Hacer lo que yo llamo un arte de la calle, un 'arte del ghetto’. Es mi forma de expresión”. Bakshi también ha declarado que “El arte de la animación es la vulgaridad. La única razón de ser de los dibujos animados es estar en el borde. Si solo desarmas lo que te permiten desarmar, eres Disney. La animación es un arte de clase baja hecho para el público, al igual que el grafiti y la música rap. Vulgar pero creíble, esa es la senda que yo siempre seguí.
Coonskin emplea una variedad de técnicas cinematográficas, narrativas y de dibujo. El crítico de cine Leonard Maltin escribió que Coonskin “sigue siendo una de las películas [de Bakshi] más fascinantes, tanto visual como conceptualmente". El uso de una historia marco de acción en vivo es una referencia satírica a Canción del sur, de Walt Disney. Estas secuencias se rodaron en Oklahoma. La prisión estatal El Reno fue uno de los lugares de rodaje usados durante la filmación. Una semana después de que Bakshi y su equipo se fueran de allí, un incendio destruyó la prisión durante un motín. El film también utiliza fotografías y secuencias de acción en vivo como fondo para las secuencias animadas, una técnica cinematográfica que Bakshi empleó previamente en Heavy Traffic. El rodaje de escenas de acción en vivo también ayudó a contribuir elementos a la historia. De acuerdo a Bakshi, durante la filmación de secuencias de acción en vivo (a usarse como fondo) en Times Square a las cuatro de la mañana, un grupo de prostitutas apareció y saludó a la cámara antes de que la policía las ahuyentara. “Eso sucedió por accidente, pero lo pusimos en la película. Yo nunca podría haber escrito algo tan real en el guion.” 

### Guion
Darius James escribe que Coonskin “es como un cuento folklórico de Tío Remus reescrito por Chester Himes con todo el surrealismo basado en la tradición yoruba del autor nigeriano Amos Tutuola". La película hace referencia directa a las historias africanas originales en que los cuentos de Tío Remus se basaban en dos escenas que directamente evocan los relatos “El zarzal” y “El bebé de alquitrán”. En el diálogo de Predicador Zorro se hace referencia brevemente al escritor y exproxeneta Iceberg Slim, y se alude a los combates entre los boxeadores Muhammad Ali y Sonny Liston en el acto final de la película, en que se vende a Hermano Oso, como a Liston, a la mafia. La película también incluye una imitación de las historias en la columna “archy y mehitabel”, del dibujante George Herriman y el columnista Don Marquis, en un monólogo sobre una cucaracha que abandona a la mujer que lo ama. Bakshi ha declarado que Herriman, un afroamericano creole  de piel clara, es su dibujante favorito. Según Bakshi, la escena “se basa en experiencias personales de hombres negros que yo conocí que no podían alimentar a sus familias, y las dejaban porque no podían soportar verlas sufrir.” 
Con respecto al proceso de escritura, Bakshi declaró que "La forma en que trabajé fue que todo el mundo copió el guion. Pero luego, a lo largo del año que me llevó hacer el film, yo cambiaba de opinión. Leía todos los libros sobre la cultura negra que podía conseguir. Entonces mi opinión sobre esos temas cambiaba. Yo dirigía mi propio estudio; no tenía un jefe. Era el director y el escritor. Escribí y reescribí todo el año. Estaba en constante evolución en mis películas; el proceso era tan importante como un proyecto acabado”. En otra entrevista, Bakshi declaró que "En Coonskin, yo pude detener una película entera e integrar poemas sobre Miss América. Hacía dos o tres films dentro de un film. Usaba el subtexto de ideas y me dejaba ir adonde sentía que debía ir. Eso, para mí, es emocionante; improvisado, poético, en cierto sentido. Me encanta Bukowski”.

### Música

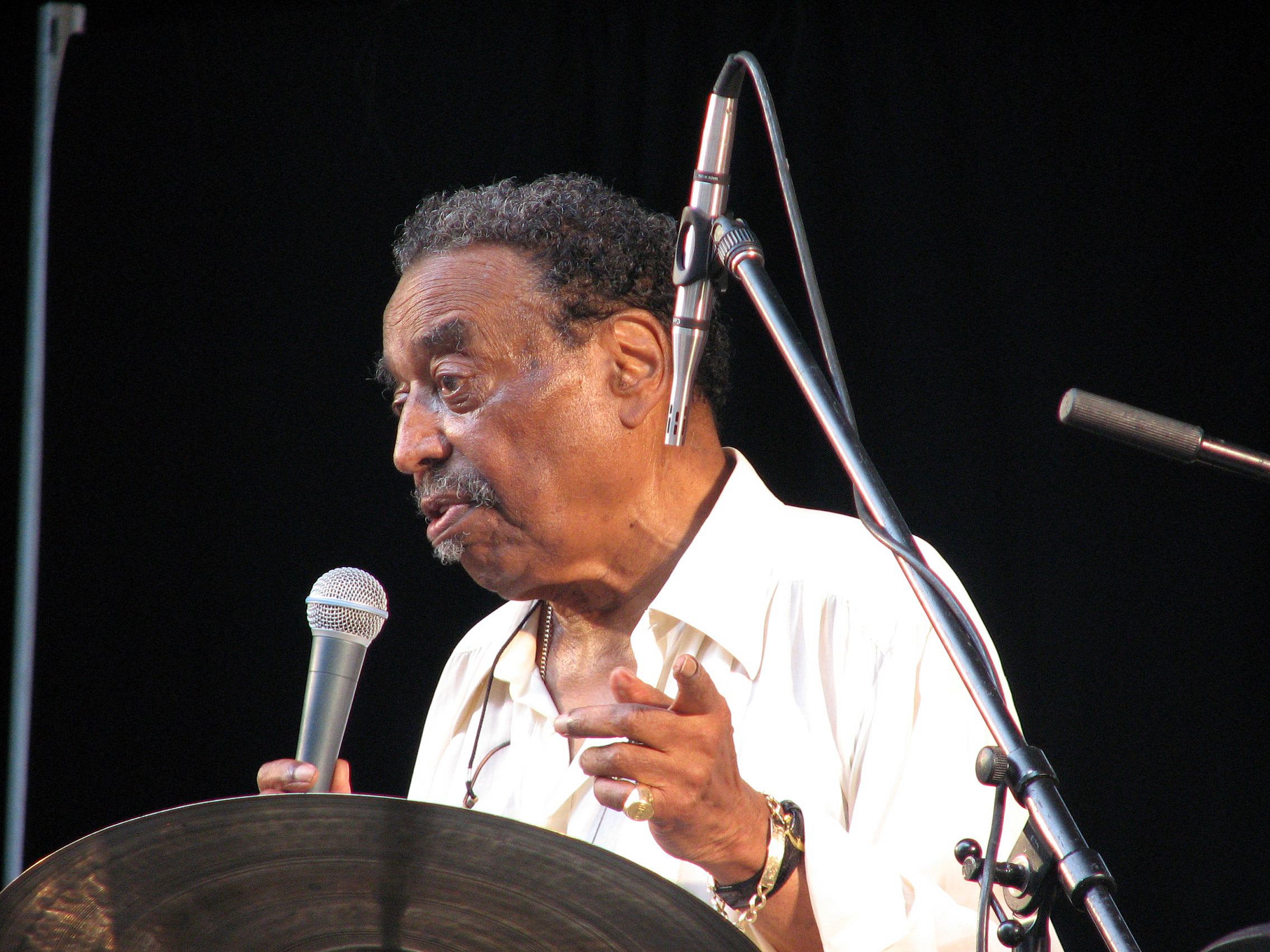
El músico de jazz Chico Hamilton (aquí en una fotografía de 2009) compuso la música del film

La partitura musical de Coonskin fue escrita e interpretada por el baterista de jazz y director de orquesta Chico Hamilton. La banda sonora también contiene la canción de Bill Withers “Ain’t No Sunshine", interpretada por Grover Washington, Jr. (de su álbum Inner City Blues [Kudu, 1972]), y la canción "Baby Needs a New Pair of Shoes", por el cantante y guitarrista Charlie Brown, de su álbum Up from Georgia (Polydor, 1970).
Scatman Crothers interpreta una canción llamada “Coonskin No More" en los créditos de apertura de la película. Crothers escribió la música; la letra, que contiene líneas como “Soy el hombre del minstrel / soy el hombre de la limpieza / soy el hombre pobre / soy el lustrabotas / soy el negro cochino / ¡mírenme bailar!”, fue escrita por el propio Bakshi. La estructura de la canción tiene sus raíces en la historia de las plantaciones, cuando los esclavos recitaban al unísono líneas de poemas y relatos a gran distancia a través de los campos, creando un ritmo natural; sus rápidos rasgueos de guitarra y rimas presentan lo que Bakshi describió como “una versión temprana del rap”. La canción “Hit the Deck” del álbum The Iceberg / Freedom Of Speech... Just Watch What You Say!, de Ice T, lanzado en 1989, utiliza un sample del segmento de “Coonskin No More" en que Crothers habla.
La banda sonora de esta película nunca ha salido a la venta.

## Controversia
Cuando la película estuvo terminada, se planeó proyectarla en el Museo de Arte Moderno de Nueva York. En una entrevista de 1980, Bakshi declaró que “el museo había visto la película y les había encantado, un gran avance en la animación. Organizaron una noche muy especial para exhibirla frente a gente del cine”. El Congreso para la Igualdad Racial (CORE, por su sigla en inglés) rodeó el edificio, en una protesta encabezada por Elaine Parker. De acuerdo a Bakshi, “La sala estaba llena, aunque no había muchos manifestantes de CORE allí, ocho o nueve, que gritaban '¡Ustedes no pueden ver esta película!’ Gente que arrancaba a la gente de sus asientos. Era ese tipo de noche. La audiencia estaba muy asustada. Los atacaron verbalmente a lo largo de toda la película. La gente corría arriba y abajo por los pasillos en la oscuridad más absoluta”.
En una entrevista de 1982, Bakshi afirmó que “Yo había terminado la película un viernes, la proyecté en California para el museo un lunes, y el miércoles, cuando vine a Nueva York para exhibirla, había piquetes allí. Traje la película en el avión conmigo, y nadie la había visto excepto mis animadores y dos tipos del museo. Pero había piquetes allí, gritando que la película era racista. Nunca vi algo tan planeado en mi vida, pero la prensa nunca se dio cuenta de eso”.
Bakshi preguntó a Al Sharpton por qué no vino y vio el film. En respuesta, Sharpton anunció, "¡Yo no necesito ver la mierda, puedo oler la mierda!”  En una entrevista de 2008, Bakshi declaró que "Llamé a Sharpton un negro de clase media, un vendido de mierda, y puedo decírselo a la cara. Al Sharpton es uno de esos tipos que abusaron de la revolución para apoyar lo que él quería". Según Bakshi, “[Sharpton] trajo algunos matones, y yo podía oírlos preguntar, '¿Le damos una paliza o nos calmamos?’ ‘Ah, miremos la película’”. “Ellos estaban preparados para que no les gustara”, dice Bakshi. "¡Estaban abucheando los títulos! Supongo que era un blanco fácil. ¿O les pagaron para hacerlo? No sé. Era muy extraño. Estaban abucheando algo que ni siquiera habían visto. Eso me pareció interesante”. Después de la proyección, Bakshi afirma que Sharpton avanzó hacia la pantalla, pero "la gente no quería seguir a Sharpton por el pasillo. ¡Sus propios hombres! Él estaba gritándome a mí en el podio y se daba vuelta, diciéndoles ‘¿Ustedes vienen?' Pero ellos no querían ir, porque les encantó la película”.
Gregg Kilday de Los Angeles Times entrevistó a Larry Kardish, un miembro del personal del museo, y Kardish recordó que “A mitad de la película unos diez miembros de CORE aparecieron. Caminaban arriba y abajo por los pasillos y eran muy beligerantes. En mi opinión ellos estaban decididos a que no les gustara el film. Al parecer algunos de sus amigos habían leído el guion y creían que perjudicaría la imagen de los negros [...] La sesión de preguntas y respuestas con Bakshi que le siguió rápidamente degeneró en una pelea a gritos”.
El historiador de animación Jerry Beck no recuerda ningún alboroto durante la proyección, pero dijo que hubo abucheos racistas durante la sesión de preguntas y respuestas, y la charla de Bakshi fue interrumpida. "No era un manicomio, pero era un poco salvaje para el Museo de Arte Moderno.”  Según Bakshi, “había cinco personas que estaban muy enojadas conmigo y eran muy insistentes. Había doscientas personas sentadas en sus asientos que aplaudieron la película tremendamente. Siempre hay cinco personas en la sala que quieren gritar, y es a ellos a quienes se les presta atención. Eso es lo que realmente sucedió. Me reí de la controversia”. De acuerdo a Ruddy, le habían dicho que “había unas cuatrocientas personas allí. Creo que diez o quince negros objetaron a algunas cosas, y hubo un griterío con Ralph al final [...] A la junta directiva del museo también les encantó. Pensaban que era un clásico”.
Tras la proyección, CORE organizó piquetes frente al edificio de Paramount en Nueva York. Elaine Parker, presidenta de la sección de Harlem de CORE, había hablado en contra de la película en enero de 1975. Le dijo a Variety que la película “nos muestra como esclavos, estafadores y prostitutas. En mi opinión es una película racista, y muy insultante.” Luego ella amenazó, “si se exhibe en los cines, quién sabe lo que podríamos hacer”. La sección de Los Ángeles de CORE exigió que Paramount no lanzara la película, alegando que era "para la comunidad negra, altamente censurable”. La Asociación Nacional para el Progreso de las Personas de Color (NAACP, por su sigla en inglés) había escrito una carta que describía la película como una dura sátira, pero la apoyaba. Bakshi ha declarado que “El film era claramente positivo con respecto a los negros. Muestra lo que los blancos piensan de los negros. No soy un racista. No podía entenderlo y todavía no puedo. Si yo fuera un racista, un defensor del Ku Klux Klan, podría entenderlo. Pero me resulta imposible entender los abucheos”.
Con la autorización de la Paramount, Bakshi y Ruddy se desvincularon contractualmente de la compañía, y los derechos de la película fueron asignados a la Bryanston Distributing Company. Dos semanas después de que la película se estrenara, la distribuidora se declaró en quiebra. De acuerdo a la edición de mayo de 1975 de The Hollywood Reporter, Ben Gage fue contratado para volver a grabar la pista de voz de Barry White, con el fin de eliminar “referencias racistas y obscenidades”. Coonskin recibió una distribución limitada, y se la promocionó como una película del género blaxploitation. Roger Ebert escribió en su crítica de la película:
Según su director, Coonskin es sobre negros y para blancos, y según los anuncios comerciales es para negros y contra blancos. Originalmente su título tenía el objetivo de romper los estereotipos raciales al exponerlos francamente, pero ahora los anuncios dicen que el héroe y sus amigos están decididos a “conseguir que El Poder deje de llamarlos coonskin.” La distribuidora original de la película, Paramount, la abandonó tras la presión de grupos negros. Ahora Bryanston la vende como un ataque contra el sistema. [...] Coonskin es provocativa, original, y merece algo mejor que se la venda precisamente como lo que no es.
De acuerdo a Bakshi, cuando Martin Scorsese estaba filmando exteriores para Taxi Driver cerca de Times Square, arrojaron una bomba de humo en un teatro donde estaban dando Coonskin, y Scorsese le envió imágenes de espectadores que salen corriendo del teatro. "Yo no sabía si reír o llorar, pero ahora está bien.” 
En un artículo de 1982 publicado en The Village Voice, Carol Cooper escribió que “A Coonskin una minoría equivocada la expulsó de los cines; la mayoría de ellos nunca la había visto. Los piquetes de CORE frente a la casa central de la Paramount y más tarde unas bombas de humo lanzadas en cines de Broadway llenos de gente fueron suficiente; los propietarios de las salas estaban intimidados, y la distribuidora auxiliar, Bryanston, no podía encontrar cines donde exhibir la película. Adiós, Coonskin”.

## Críticas
Las primeras críticas de la película fueron negativas. Playboy dijo del film, “Bakshi parece incorporar un poco de todo y no termina de aunar los diferentes elementos”. Una reseña publicada en The Village Voice declaró que la película era "el producto de una mano mutilada y una mente paralizada”. Arthur Cooper escribió en Newsweek que “[Bakshi] no tiene mucho afecto por la especie humana, sin importar que sean negros o blancos”. Con el tiempo, las críticas positivas aparecieron en The New York Times, The Hollywood Reporter, el New York Amsterdam News (un periódico afroamericano) y en otros lugares, pero la película murió en la taquilla. Richard Eder, de The New York Times, escribió: “[Coonskin] podría ser su obra maestra [...] un demoledor, exitoso esfuerzo que utiliza una técnica poco común (la combinación de dibujos animados y acción en vivo) para expresar la violencia alucinatoria y la frustración de la vida urbana norteamericana, específicamente la vida de los negros en la ciudad [...] líricamente violenta, pero sin explotar en absoluto la violencia”. Variety describió la película como “sátira brutal de las calles. No para todos los gustos [...] no de vanguardia. [...] El público al que apunta son los jóvenes que leen cómics en el metro”. Un crítico de The Los Angeles Herald Examiner escribió que “Ciertamente, indignará a algunos, y sin duda no es Disney. Me gustó. La discusión que obviamente ha generado (si no sus problemas de taquilla) parece, a pesar de las asperezas, saludable”.

## Legado
Coonskin fue posteriormente relanzada bajo el título Bustin’ Out, pero no fue un éxito. Se convirtió en una película de culto a través de su lanzamiento en video y en festivales de cine. Según Bakshi, "La película fue muy popular entre el público negro. Déjenlos reírse de lo que siempre se ríen, y después los sorprendo con la guardia baja, que es lo que hago en todos mis films”. Los fanes de la película incluyen a los directores de cine Spike Lee  y Quentin Tarantino, quien habló sobre la película durante treinta minutos en el Festival de Cannes de 2004. El grupo Wu-Tang Clan ha expresado interés en producir una secuela. De acuerdo a Bakshi, Richard Pryor era también un defensor de la película. Darius James cita a Bakshi diciendo “¡A Pryor le encanta! ¡Él piensa que es genial!” El libro de James también afirma que Bakshi quería trabajar con Pryor en una película que combinara acción en vivo y animación, basada en la comedia en vivo de Pryor. Se lo cita a Bakshi diciendo "Yo recibo correos electrónicos de nuevos fanes todo el tiempo sobre [la película]. Algunos no pueden creer que soy blanco”.
En 2003, la Sociedad de Críticos de Cine Online (Online Film Critics Society) la proclamó la 97.ª mejor película de animación de todos los tiempos. Bakshi ha declarado que considera Coonskin su mejor película. Coonskin fue lanzada en video por Academy Entertainment a finales de 1987, y por Xenon Entertainment Group en la década de 1990, en ambos casos bajo el título con el que fuera relanzada, Street Fight. La edición de 1987 llevaba la advertencia "Aviso: esta película ofende a todo el mundo”. Cuando se lanzó en video en el Reino Unido se usó el título original. En 2010, Shout! Factory anunció que Coonskin estaría a la venta en DVD en noviembre de 2010; la intención era lanzarla con una cubierta reversible con los dos títulos de la película. El lanzamiento fue cancelado debido a un problema legal relacionado con la propiedad de los derechos, posteriormente resuelto; Xenon lanzó el DVD en 2012. Esta fue la primera edición oficial de video que llevaba el título original de la película. En septiembre de 2012, Bakshi incorporó animación de Coonskin en un nuevo cortometraje, Trickle Dickle Down, donde critica al candidato presidencial republicano Mitt Romney.